# 金秋湖镇
金秋湖镇，是中华人民共和国四川省宜宾市翠屏区下辖的一个乡镇级行政单位。2019年8月，撤销明威镇、王场镇和邱场镇，设立金秋湖镇，以原明威镇、原王场镇和原邱场镇所属行政区域为金秋湖镇的行政区域。

## 行政区划
邱场乡下辖以下地区：
大同社区、金秋湖社区、邱场村、谢坝社区村、白云村、河边村、新富村、桐梓园社区村、新国村、云台村、新马村、新路村、新庙村、新店村和新站社区村、明威社区、明威村、义和村、民凉村、民东村、白塔社区村、燕山村、九皇村、金鱼村、石牛村和平岩村、王场社区、仙源村、茶元村、革新村、凤凰村、胜平村、胜和村、河滩村、大塘社区村、花阳社区村和相尧村。